# Birgit Leyendecker
Birgit Leyendecker ist eine deutsche Entwicklungspsychologin und Hochschullehrerin.

## Leben
Leyendecker studierte von 1974 bis 1980 an der Universität Marburg und promovierte 1991 an der Universität Osnabrück. In der Zeit von 1991 bis 1996 war Leyendecker Postdoctoral Fogarty Fellow am National Institute of Child Health and Human Development (NICHD) in Bethesda, USA. Im Jahr 2004 erfolgte die Habilitation an der Fakultät für Psychologie der Universität Bochum. Dort wurde sie im Jahr 2010 zur Außerplanmäßigen Professorin ernannt und leitet seitdem das dortige Interdisziplinäre Zentrum für Familienforschung. Nach Vertretungsprofessuren an der TU Dortmund (2003–2004) und an der Universität Osnabrück (2008–2011) war sie von 2015 bis 2016 Professorin für Entwicklungspsychologie an der MSH Medical School Hamburg. Leyendecker ist Mitglied im Wissenschaftlichen Beirat des Bundesministeriums für Familie, Senioren, Frauen und Jugend sowie im Sachverständigenrat für Integration und Migration. Sie war beteiligt an der Nationalen Untersuchung zur Bildung, Betreuung und Erziehung in der frühen Kindheit.

## Schriften (Auswahl)
- Alltagsumwelten von Säuglingen, Osnabrück, Univ., Diss., 1991.
- mit Wolfgang Tietze, Fabienne Becker-Stoll, Joachim Bensel, Andrea G. Eckhardt, Gabriele Haug-Schnabel, Bernhard Kalicki, Heidi Keller (Hrsg.): Nationale Untersuchung zur Bildung, Betreuung und Erziehung in der frühen Kindheit (NUBBEK), Verlag Das Netz, Weimar/Berlin 2013, ISBN 978-3-86892-026-0.
- mit Natasha J. Cabrera (Hrsg.): Handbook on Positive Development of Minority Children and Youth, Springer International Publishing, Cham 2017, ISBN 978-3-319-43643-2.
- mit Peter Cloos, Bernhard Kalicki, Bettina Lamm: Zusammenarbeit mit vielfältigen Familien, Herder, Freiburg/Basel/Wien 2020, ISBN 978-3-451-38683-1.